# Isanthrene felderi
Isanthrene felderi är en fjärilsart som beskrevs av Druce 1883. Isanthrene felderi ingår i släktet Isanthrene och familjen björnspinnare. Inga underarter finns listade i Catalogue of Life.